# Zofahl Lőrinc
Zofahl Lőrinc, Laurentz Zofahl, névváltozat: Czofal (Pest, 1791. szeptember 3. (keresztelés) – Pest, 1863. szeptember 5.) magyar építész.

## Életpályája
Zofahl András pesti születésű keményítőkészítő és Weiss Anna fia. Építészeti tanulmányait 17 évesen kezdte, egyidejűleg a Schwartz József által vezetett városi rajziskolában is képezte magát hat évig. 1808. június 23. és 1811. június 23. között inas volt Brein Fülöp pesti építőmester mellett. Ezt követően a bécsi Képzőművészeti Akadémia építészeti osztályának hallgatója volt 1811-12-ben. Bizonyítványa 1812. augusztus 29-én kelt, kiállította Ferdinand von Hohenberg, az építészeti osztály vezetője. 1813 közepe és 1815. július 25. között Aloys Pichl bécsi főhercegi udvari építésznél működött rajzolóként és kőművesként. Pesten munkálkodott, főleg teréz- és józsefvárosi lakóházakat épített 1831 és 1843 között. 1836-tól tagja volt a Szépítési Bizottságnak. Épületeivel jelentős mértékben járult hozzá a biedermeier kori Pest kiépítéséhez. Elhunyt 1863. szeptember 5-én éjjel fél tíz órakor, élete 72., házassága 33. évében. Örök nyugalomra helyezték 1863. szeptember 8-án délután fél 4 órakor a Fiumei úti sírkertben.
Neje Hartl Erzsébet volt, aki 12 évvel élte túl, elhunyt 1875. november 1-jén. Fiuk Zofall Ernő állatorvos, aki 1868. november 10-én Pesten feleségül vette Feszl Frigyes építész lányát, Fessl Regina Stefánia Katalint.

## Művei

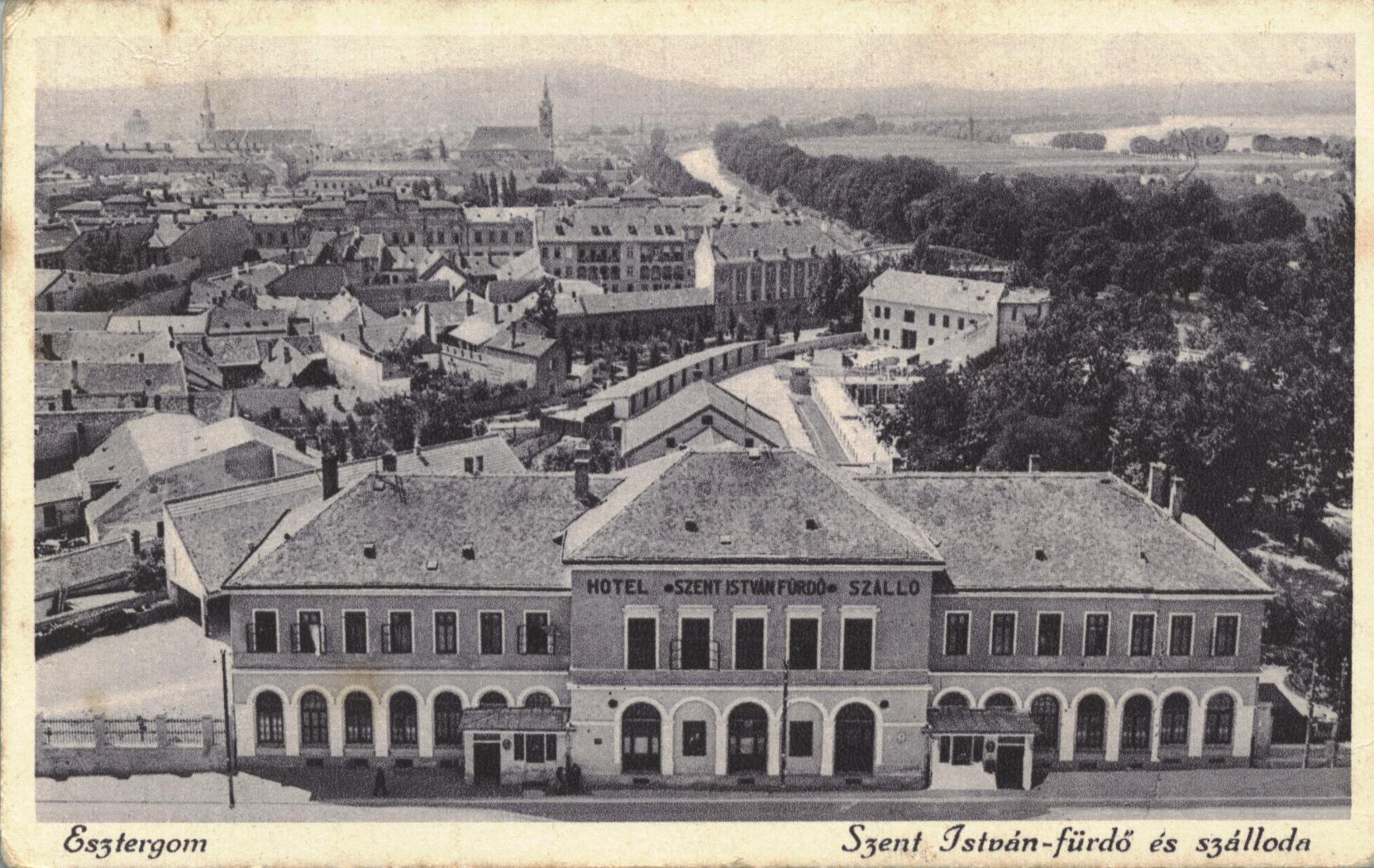
A Fürdő Szálló Esztergomban

### Esztergomban
- Fürdő Szálló

### Gyöngyösön
- Orczy-kastély (ma Mátra Múzeum) átépítése, (1828 körül)

### Hajóson
- templom

### Pesten
- Röszler-Muráty-ház (József nádor tér 7., 1833)
- Rottenbiller-ház (Váci u. 59., 1837)
- A Fiumei úti sírkert kápolnája, Krisztus Urunk mennybemenetele kápolna[4]
- Csősztorony (X. kerület, Kőér utca 1., 1844)